# Guillermo de Sajonia-Weimar-Eisenach (1819-1839)
El príncipe Guillermo Carlos de Sajonia-Weimar-Eisenach (Gante, 25 de junio de 1819-Nimega, 22 de mayo de 1839) fue un militar alemán al servicio del reino de los Países Bajos.

## Biografía
Fue hijo del matrimonio formado por el príncipe Bernardo de Sajonia-Weimar-Eisenach y la princesa Ida de Sajonia-Meiningen. Tuvo además los siguientes hermanos:
- Luisa  (31 de marzo de 1817-11 de julio de 1832).
- Amalia Augusta Cecilia (30 de mayo de 1822-16 de junio de 1822).
- Eduardo (11 de octubre de 1823-16 de noviembre de 1902), quien sirvió en el Ejército británico, destacando su participación en la guerra de Crimea; desposó a Lady Augusta Gordon-Lennox, sin descendencia.
- Hermann (4 de agosto de 1825-31 de agosto de 1901), desposó a la princesa Augusta de Wurtemberg. Una de sus hijas, Paulina, desposó al gran duque heredero Carlos Augusto de Sajonia-Weimar-Eisenach.
- Ana Amalia María (9 de septiembre de 1828-14 de julio de 1864).
- Amalia María da Gloria Augusta (20 de mayo de 1830-1 de mayo de 1872), desposó al príncipe Enrique de los Países Bajos.

Nació en Gante ya que su padre servía en el ejército neerlandés desde 1814.
Como era habitual en los príncipes y la nobleza alemana de su época, siguió la carrera militar en el ejército del reino de los Países Bajos. En 1835 era teniente-coronel en el 17º regimiento de infantería de línea del ejército neerlandés. Posteriormente fue primer teniente en el cuerpo de mineros de ese ejército.
Murió el 22 de mayo de 1839 en Nimega.

## Títulos y órdenes

### Títulos
| ● 25 de junio de 1819-22 de mayo de 1839: | Su Alteza Serenísima Ducal el príncipe Guillermo Carlos de Sajonia-Weimar-Eisenach |

### Órdenes

#### Sajonia-Weimar-Eisenach
- Caballero gran cruz de la Orden del Halcón Blanco.[1]

#### Extranjeras
- Caballero gran cruz de la Real Orden Güélfica. ( Reino de Hannover)[1]